# Операція «Блискавка»
Операція «Блискавка» (хорв. Operacija Bljesak, серб. Операција Бљесак, англ. Operation Flash) — коротка наступальна операція, проведена на початку травня 1995 року хорватською армією з метою визволення від сербських військ території тодішньої Сербської Автономної Області Західна Славонія, яка була частиною самопроголошеної Республіки Сербська Країна (РСК). Наступ належить до пізньої стадії Війни за незалежність Хорватії і розглядався як підготовчий етап для масштабнішої і амбіційнішої операції «Буря».
Операція також спричинила велику кількість жертв серед цивільного сербського населення, а більш ніж 15000 етнічних сербів покинули свої домівки. За операцію «Блискавка» Гаазький трибунал готував проти президента Хорватії Франьо Туджмана обвинувальний висновок щодо воєнних злочинів, але Туджман у 1999 році помер.

## Передісторія
Проголошенням Сербської Автономної Області Західна Славонія в серпні 1991 року православні серби в західній Славонії взяли участь в організованому заколоті проти влади Республіки Хорватія відразу ж після проголошення останньою державної незалежності в червні 1991 року. Пізніше того самого року САО Західна Славонія офіційно приєдналася до інших бунтівних областей Хорватії, в результаті чого в грудні 1991 року було проголошено Республіку Сербська Країна (РСК).
Спочатку фактична територія САО Західної Славонії була відносно великою і сили заколотників теоретично могли на півночі підійти до угорського кордону та перерізати сполучення між Загребом і Осієком. Це могло б призвести до утворення омріяного великосербськими політиками, ганебного хорватсько-сербського кордону по лінії Вировитиця—Карловац—Карлобаг. Насправді ж, територія САО Західної Славонії складалася здебільшого з пагорбів і лісів та мала відносно бідну інфраструктуру сполучення і зв'язку. Створення та підтримання бази для таких амбітних операцій потребувало більше ресурсів, ніж влада Сербії була ладна або спроможна виділити. Як результат, САО Західної Славонії не одержала від ЮНА стільки підтримки, скільки інші частини РСК. Велика частина її військ це були місцеві ополченці, погано навчені і слабо озброєні. Військова слабкість САО Західної Славонії стала очевидною вже в кінці 1991 року, коли місцеві хорватські сили, озброєні і забезпечені із захопленого гарнізону ЮНА в прилеглому Вараждині, провели ряд наступів, які в кінцевому підсумку скоротили САО Західної Славонії до відносно невеликого анклаву, зосередженого навколо села Окучані. Межі ворохобної області в Західній Славонії було встановлено після Сараєвського перемир'я в 1992 році. Її основні лінії життєзабезпечення вели до утримуваної сербами території САО Боснійська Країна, тоді як сполучення з САО Країна перегороджувала лісиста місцевість на південь від Новска.
З ескалацією Боснійської війни в 1992 році становище САО Західна Славонія стало ще загрозливішим. Велько Джакула та група інших місцевих бунтівних сербських політиків у 1992 і 1993 роках зрозуміли, що вона необороноздатна в довгостроковій перспективі, і почали таємні переговори з хорватським урядом про можливу мирну передачу бунтарських районів Західної Славонії хорватській владі. 18 лютого 1993 р. хорватські і місцеві сербські лідери (на чолі з Джакулою) підписали Даруварську угоду. Угода трималася в секреті і працювала в напрямку нормалізації життя для місцевих жителів у прифронтовій смузі. Одначе сербська влада у Книні дізналася про змову — і Джакулу було заарештовано владою РСК та замінено прибічниками жорсткої лінії.
Учасники переговорів від ООН вбачали в цій події обнадійливий знак, що конфлікти в колишній Югославії може бути розв'язано мирно. Влада Хорватії та бунтівні райони Західної Славонії заохочувалися до участі в різних програмах щодо зміцнення довіри, таких як возз'єднання сімей. Деякі з цих програм почали приносити свої плоди в кінці 1994 р. Найважливіша це відкриття для хорватського автотранспорту автомагістралі А3 Загреб—Жупаня.
Наприкінці квітня 1995 року відбулося міжетнічне зіткнення, яке призвело до загибелі багатьох хорватів і сербів та до пошкодження автомагістралі. Колишній голова хорватського уряду за президента Франьо Туджмана Хрвоє Шаринич визнав під час перехресного допиту на судовому процесі проти Слободана Мілошевича копію документа з детальним планом тодішнього хорватського керівництва влаштувати зіткнення як привід для наступу 1 травня, хоча ніякого зв'язку з вищезгаданим інцидентом доведено не було. Як свідок на цьому самому процесі Шаринич применшив значення такого плану, вказавши на те, що кожного дня було багато інцидентів, та на свій власний досвід відмов у в'їзді на автомагістраль, проблеми з відновленням роботи нафтопроводу, і, нарешті, заявивши, що він «дуже здивований, що було потрібно який-небудь інцидент, бо це все надавало достатні законні підстави для визволення тієї частини країни, яку було окуповано».

## Хронологія
Рано вранці 1 травня частини хорватської армії (у складі 3-ї гвардійської бригади і 5-ї гвардійської бригади та спеціальні поліційні підрозділи почали наступ з трьох напрямків. Більш ніж 7200 військовослужбовців і правоохоронців узяли участь в операції.
Опір військ бунтівників було швидко подолано і за кілька годин місцеві командири і цивільна влада віддали наказ про евакуацію через річку Сава в Республіку Сербську, що на території Боснії і Герцеговини.
У другій половині дня 2 травня всі сили заколотників було евакуйовано і хорватська армія досягла всіх своїх початкових цілей. Одна велика група військовиків і мирних жителів із числа сербських сепаратистів не зуміла евакуюватися і їй довелося здатися поблизу Пакраця. Загальна чисельність сербських військовополонених налічувала близько 1500 осіб, що було найбільшим на той час захопленням сил ворога в полон у тій війні.
У відповідь війська РСК піддали ракетному обстрілу цивільні цілі в Загребі, запустивши по столиці Хорватії декілька касетних ракет 2 і 3 травня, внаслідок чого було вбито сімох і поранено щонайменше 175 мирних жителів. У той самий день керівник РСК Мілан Мартич публічно взяв на себе відповідальність за обстріл, і цю заяву було використано на судовому процесі проти нього в Гаазькому трибуналі.

## Наслідок

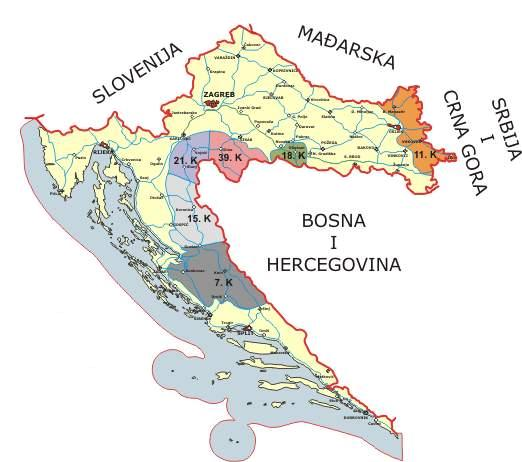
Карта територіального поділу Республіки Сербська Країна в 1995 р.

Спочатку хорватська влада заявляла, що хорватська армія і поліційні підрозділи втратили в ході операції 55 вояків. У 2000 році урядовці повідомили про 33 загиблих військовослужбовців і 9 бійців спеціальних підрозділів поліції та про 162 поранених. Уряд відмовився оприлюднити список цих жертв і говорив тільки мовою чисел, викликавши певний громадський резонанс.
Відносно невелика кількість порушень прав людини в ході операції «Блискавка» пізніше вигідно вирізнятиме її на тлі її набагато суперечливішої наступниці операції «Буря».